# Leonotis ocymifolia
Leonotis ocymifolia là một loài thực vật có hoa trong họ Hoa môi. Loài này được (Burm.f.) Iwarsson mô tả khoa học đầu tiên năm 1985.

## Hình ảnh

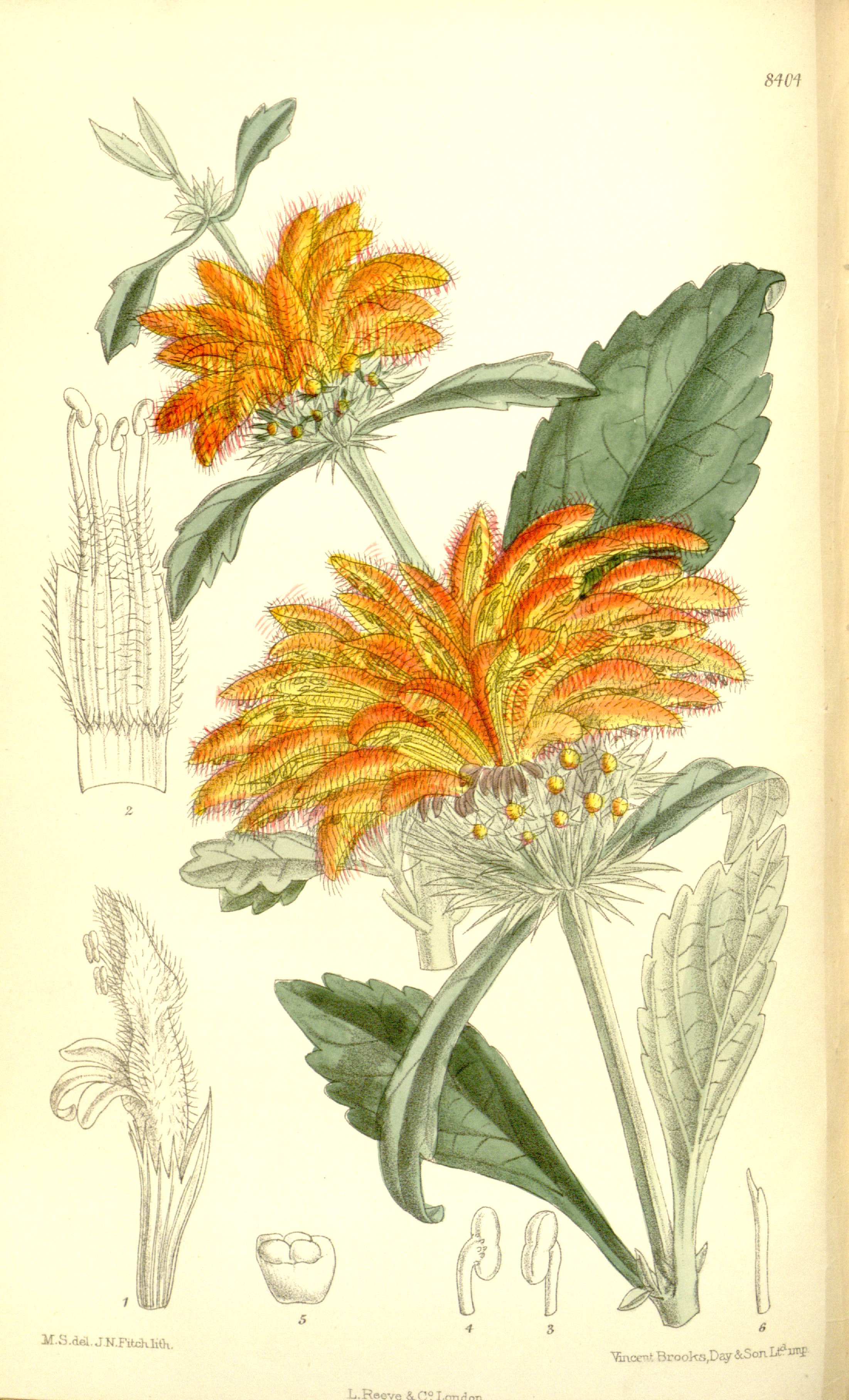